# (33060) 1997 VY
(33060) 1997 VY est un astéroïde aréocroiseur découvert en 1997.

## Description
(33060) 1997 VY a été découvert le 1er novembre 1997 à l'observatoire astronomique d'Ōizumi, situé à Ōizumi, dans la préfecture de Gunma, au Japon, par Takao Kobayashi.

### Caractéristiques orbitales
L'orbite de cet astéroïde est caractérisée par un demi-grand axe de 2,43 ua, un périhélie de 1,60 ua, une excentricité de 0,34 et une inclinaison de 2,98° par rapport à l'écliptique. Du fait de ces caractéristiques, à savoir un demi-grand axe inférieur à 3,2 ua et un périhélie compris entre 1,3 et 1,666 ua, il croise l'orbite de Mars et est classé, selon la JPL Small-Body Database, comme astéroïde aréocroiseur (aréo venant de Arès).

### Caractéristiques physiques
(33060) 1997 VY a une magnitude absolue (H) de 15,3 et un albédo estimé à 0,212.